# Cassie (Album)
Cassie ist das Debüt-Studioalbum der gleichnamigen US-amerikanischen Contemporary-R&B-Sängerin. Es wurde am 8. August 2006 veröffentlicht und erreichte Platz 4 der Billboard 200. Neun Jahre nach der Erstveröffentlichung erfolgte die Veröffentlichung des Albums als LP.

## Hintergrund
Cassie wurde vom Musikproduzenten Ryan Leslie entdeckt, zusammen schrieben sie Kiss Me, einen Song der ursprünglich als Geburtstagsgeschenk für Cassies Mutter bestimmt war. Leslie spielte den Song Tommy Mottola, Geschäftsführer von Casablanca Records vor. Daraufhin bot Mottola Cassie einen Management-Vertrag an. Leslie und Cassie schrieben Cassies erste Single Me & U, die mit Hilfe von Cassies MySpace-Account international bekannt wurde und zum Club-Hit avancierte. P. Diddy hörte den Song ebenfalls in einem Club und Leslie überzeugte ihn, Cassies Debütalbum über Diddys Musiklabel Bad Boy Records zu veröffentlichen. Daraufhin produzierte Leslie das komplette Album, die Aufnahmen fanden in den The Apartment Studios und in den Right Track Recording-Studions in New York City statt. Die Abmischung erfolgte ebenfalls in diesen Studios sowie in den Integrated Studios.

## Titelliste
| Nr.          | Titel                            | Autor(en) | Produzent                                    | Länge |
| ------------ | -------------------------------- | --- | -------------------------------------------- | ----- |
| 1.           | Me & U                           | Ryan Leslie | Ryan Leslie                                  | 3:12  |
| 2.           | Long Way To Go                   | Cassie, Ryan Leslie | Ryan Leslie                                  | 3:40  |
| 3.           | About Time                       | Ryan Leslie, Youness Maroufi                                                                                              | Ryan Leslie                                  | 3:33  |
| 4.           | Kiss Me a                        | Ryan Leslie, Angela Beyincé, Vidal Davis, Garrett Hamler, Andre Harris, Beyoncé Knowles, Kelly Rowland, Michelle Williams | Ryan Leslie                                  | 4:07  |
| 5.           | Call U Out                       | Brandon Fletcher, Ryan Leslie                                                                                             | Ryan Leslie                                  | 3:33  |
| 6.           | Just One Nite                    | Ryan Leslie | Ryan Leslie                                  | 4:06  |
| 7.           | Hope You’re Behaving (Interlude) | Cassie, Ryan Leslie | Ryan Leslie                                  | 0:37  |
| 8.           | Not With You                     | Ryan Leslie, Youness Maroufi                                                                                              | Ryan Leslie, Youness Maroufi                 | 3:17  |
| 9.           | Ditto                            | Corey Williams, Ryan Leslie                                                                                               | Ryan Leslie                                  | 3:34  |
| 10.          | What Do U Want                   | Cassie, Galadriel Masterson, Hopey Rock, Ryan Leslie                                                                      | Ryan Leslie, Hopey Rock, Galadriel Masterson | 3:14  |
| 11.          | Miss Your Touch                  | C. Lewis, Ryan Leslie | Ryan Leslie, Chino Maurice                   | 2:33  |
| Gesamtlänge: | Gesamtlänge:                     | Gesamtlänge: | Gesamtlänge:                                 | 35:26 |

## Rezensionen
| Kritiken      | Kritiken  |
| Quelle        | Bewertung |
| ------------- | --------- |
| Allmusic      | [ 7 ]     |
| Blender       | [ 8 ]     |
| Cdstarts.de   | [ 9 ]     |
| laut.de       | [ 10 ]    |
| Rolling Stone | [ 11 ]    |

Cassie wurde von den Kritikern überwiegend positiv aufgenommen. Für Valerie Timm von Laut.de „kreiert Cassie mit ihrem Album einen neuen Trend“. Auf Grund der Ähnlichkeit der Songs „droht auf Dauer eine gewisse Langeweile“, so die Kritikerin weiter. Für sie ragt Me & U „deutlich heraus“ und stellt den ihrer Meinung nach besten Song des Albums dar. Daher drohe die Gefahr, „sie allein auf diesen [Song] zu reduzieren“. Für Hanna van der Velden von Cdstarts.de ist das Album „nicht das schlechteste R’n’B-Album, welches sich zurzeit auf dem Markt befindet“. Sie kritisiert jedoch das fehlende „gewisse Etwas, so dass Cassies Debüt wohl in jedem CD-Schrank leicht übersehen wird“.
Für die Musikzeitschrift Blender ist Cassie das „am konsequentesten fesselndes R&B-Debüt seit Kelis“. Für Chris Richards von der Washington Post „klingt eines der besten Pop-Alben, das dieses Jahr veröffentlicht wurde, wie aus dem Weltall, oder der Zukunft, oder vielleicht aus dem Himmel“. „Cassis Stimme klingt zum Teil wie ein Engel, zum Teil wie ein Roboter“, so der Kritiker weiter. Die New York Times bewertete das Album ebenfalls positiv, es werden „Fehler, die man auf solch einem Album erwartet, vermieden“, die „seichten R&B-Song werden auf Weltraum-Beats angenehm gemeistert“.

## Kommerzieller Erfolg

### Chartplatzierungen
Cassie stieg am 26. August 2006 auf Platz 4 in den Billboard 200 ein, was gleichzeitig die beste Platzierung für das Album in diesen Charts darstellt. Es blieb zwei Wochen in den Top 20 und dreizehn Wochen in den gesamten Albumcharts. Bis August 2008 wurde das Album in den Vereinigten Staaten 321.000 Mal verkauft. In den britischen Album-Charts erreichte Cassie als beste Platzierung Platz 33, acht Wochen verbrachte das Album in diesen Charts. Für über 60.000 verkaufter Exemplare erhielt Cassie von der British Phonographic Industry eine silberne Schallplatte. Im deutschsprachigen Raum gelangen dem Album keine hohen Chartplatzierungen, in den deutschen Albumcharts verbrachte Cassie nur eine Woche auf Platz 82. In den Ö3 Austria Top 40 konnte sich das Album gar nicht platzieren, in der Schweizer Hitparade wurde als höchste Platzierung Rang 57 erreicht. Weltweit wurde das Album rund 650.000 Mal verkauft.
Charttechnisch erfolgreicher war Cassies Debüt-Single Me & U. Diese erreichte Platz drei in den Billboard Hot 100, Platz 6 in den britischen Single-Charts und die Top 20 in Deutschland und der Schweiz. Des Weiteren wurde Me & U von der Recording Industry Association of America mit einer Platin-Schallplatte ausgezeichnet. Zusammen mit je einer goldenen Schallplatte im Vereinigten Königreich und in Kanada wurde das Lied über 1,4 Millionen Mal verkauft. Cassies zweite Singleauskopplung Long Way To Go konnte hingegen nicht an den Erfolg der Debüt-Single anknüpfen.

#### Album
| ChartsChartplatzierungen       | Höchstplatzierung | Wochen |
| ------------------------------ | ----------------- | ------ |
| Deutschland (GfK)              | 82 (1 Wo.)        | 1      |
| Schweiz (IFPI)                 | 57 (4 Wo.)        | 4      |
| Vereinigte Staaten (Billboard) | 4 (13 Wo.)        | 13     |
| Vereinigtes Königreich (OCC)   | 33 (8 Wo.)        | 8      |

#### Singles
| Jahr | Titel         | Höchstplatzierung, Gesamtwochen, AuszeichnungChartplatzierungen (Jahr, Titel, , Platzierungen, Wochen, Auszeichnungen, Anmerkungen) | Höchstplatzierung, Gesamtwochen, AuszeichnungChartplatzierungen (Jahr, Titel, , Platzierungen, Wochen, Auszeichnungen, Anmerkungen) | Höchstplatzierung, Gesamtwochen, AuszeichnungChartplatzierungen (Jahr, Titel, , Platzierungen, Wochen, Auszeichnungen, Anmerkungen) | Höchstplatzierung, Gesamtwochen, AuszeichnungChartplatzierungen (Jahr, Titel, , Platzierungen, Wochen, Auszeichnungen, Anmerkungen) | Höchstplatzierung, Gesamtwochen, AuszeichnungChartplatzierungen (Jahr, Titel, , Platzierungen, Wochen, Auszeichnungen, Anmerkungen) | Anmerkungen                           |
| Jahr | Titel         | DE | AT | CH | UK | US | Anmerkungen                           |
| ---- | ------------- | --- | --- | --- | --- | --- | ------------------------------------- |
| 2006 | Me & U        | DE12 (9 Wo.)DE | AT34 (9 Wo.)AT | CH11 (20 Wo.)CH | UK6 Silber · (19 Wo.)UK | US3 Platin · (16 Wo.)US | Erstveröffentlichung: 25. April 2006  |
| 2006 | Long Way 2 Go | DE43 (9 Wo.)DE | — | — | UK12 (14 Wo.)UK | US97 (1 Wo.)US | Erstveröffentlichung: 28. August 2006 |

### Auszeichnungen für Musikverkäufe
Cassie erhielt eine silberne Schallplatte für über 60.000 verkaufter Einheiten im Vereinigten Königreich. Weltweit wurde das Album über 650.000 Mal verkauft.
| Land/Region                  | Auszeichnungen für Musikverkäufe (Land/Region, Auszeichnung, Verkäufe) | Verkäufe |
| ---------------------------- | ---------------------------------------------------------------------- | -------- |
| Neuseeland (RMNZ)            | Gold                                                                   | 7.500    |
| Vereinigte Staaten (RIAA)    | —                                                                      | 321.000  |
| Vereinigtes Königreich (BPI) | Silber                                                                 | 60.000   |
| Insgesamt                    | 1× Silber · 1× Gold ·                                                  | 388.500  |